# Mikkelijärvi (Jukkasjärvi socken, Lappland, 751373-173728)
Mikkelijärvi är en sjö i Kiruna kommun i Lappland och ingår i Torneälvens huvudavrinningsområde. Sjön har en area på 0,268 kvadratkilometer och ligger 320 meter över havet. Mikkelijärvi ligger i Torne och Kalix älvsystem Natura 2000-område. Sjön avvattnas av vattendraget Petäjäjoki.

## Delavrinningsområde
Mikkelijärvi ingår i det delavrinningsområde (751485-173810) som SMHI kallar för Utloppet av Mikkelijärvi. Medelhöjden är 327 meter över havet och ytan är 23,29 kvadratkilometer. Det finns inga avrinningsområden uppströms utan avrinningsområdet är högsta punkten. Petäjäjoki som avvattnar avrinningsområdet har biflödesordning 3, vilket innebär att vattnet flödar genom totalt 3 vattendrag innan det når havet efter 330 kilometer. Avrinningsområdet består mestadels av skog (70 procent) och sankmarker (23 procent). Avrinningsområdet har 0,36 kvadratkilometer vattenytor vilket ger det en sjöprocent på 2,1 procent.